# Liste der Baudenkmäler in Drolshagen
Die Liste der Baudenkmäler in Drolshagen enthält die denkmalgeschützten Bauwerke auf dem Gebiet der Stadt Drolshagen im Kreis Olpe in Nordrhein-Westfalen (Stand: 29. Juni 2016). Diese Baudenkmäler sind in der Denkmalliste der Stadt Drolshagen eingetragen; Grundlage für die Aufnahme ist das Denkmalschutzgesetz Nordrhein-Westfalen (DSchG NRW).

| Bild                                       | Bezeichnung                                 | Lage                                      | Beschreibung                      | Bauzeit | Eingetragen seit | Denkmal- nummer |
| ------------------------------------------ | ------------------------------------------- | ----------------------------------------- | --------------------------------- | ------- | ---------------- | --------------- |
| weitere Bilder                             | Katholische Pfarrkirche St. Clemens         | Drolshagen Kirchplatz 3 Karte             |                                   |         | 12. Aug. 1983    | 1               |
| weitere Bilder                             | Altes Kloster                               | Drolshagen Dechant-Fischer-Straße 7 Karte |                                   |         | 12. Aug. 1983    | 2               |
| Kreuzkapelle                               | Kreuzkapelle                                | Drolshagen An der Kreuzkapelle 2 Karte    |                                   |         | 12. Aug. 1983    | 3               |
| Eichener Mühle                             | Eichener Mühle                              | Eichenermühle 1 Karte                     |                                   |         | 21. Feb. 1986    | 4               |
| Schütten Kapelle                           | Schütten Kapelle                            | Drolshagen Hagener Straße 45 Karte        |                                   |         | 12. Aug. 1983    | 5               |
| Fachwerkhaus „Hotel Schürholz“             | Fachwerkhaus „Hotel Schürholz“              | Drolshagen Hagener Straße 31 Karte        |                                   |         | 21. Jul. 1986    | 6               |
| Steinkreuze                                | Steinkreuze                                 | Drolshagen Am Kirchplatz Karte            |                                   |         | 12. Aug. 1983    | 7               |
| BW                                         | Gedenkstein am Schmierhagen                 | Alte Landstraße Karte                     |                                   |         | 12. Aug. 1983    | 8               |
| Reste der Stadtmauer                       | Reste der Stadtmauer                        | Drolshagen Am Kirchplatz Karte            |                                   |         | 12. Aug. 1983    | 9               |
| Gedenkstein                                | Gedenkstein                                 | Drolshagen Gräfin-Sayn-Straße 2 Karte     |                                   |         | 12. Aug. 1983    | 10              |
| Kirche St. Antonius                        | Kirche St. Antonius                         | Iseringhausen Brachtpetalstraße 9 Karte   |                                   |         | 21. Jul. 1986    | 11              |
| BW                                         | Villa Hermann                               | Drolshagen Märkische Straße 6 Karte       |                                   |         | 25. Sep. 1986    | 12              |
| Fachwerkhaus                               | Fachwerkhaus                                | Drolshagen Brunnenstraße 3 Karte          |                                   |         | 12. Aug. 1983    | 14              |
| Kapelle „Maria Geburt“                     | Kapelle „Maria Geburt“                      | Hützemert An der Kapelle 6 Karte          |                                   |         | 12. Aug. 1983    | 15              |
| Kapelle „Rosenkranzkönigin“                | Kapelle „Rosenkranzkönigin“                 | Wenkhausen Unterm Espen 1 Karte           |                                   |         | 12. Aug. 1983    | 16              |
| BW                                         | Fachwerkhaus                                | Drolshagen Gerberstraße 20a Karte         |                                   |         | 16. Jun. 1987    | 17              |
| Kapelle „St. Michael“                      | Kapelle „St. Michael“                       | Sendschotten Im Neuen Garten Karte        |                                   |         | 12. Aug. 1983    | 18              |
| Fachwerkhaus                               | Fachwerkhaus                                | Drolshagen Hagener Straße 37 Karte        |                                   |         | 6. Jun. 1987     | 19              |
| Fachwerkhaus                               | Fachwerkhaus                                | Drolshagen Clemensstraße 2 Karte          |                                   |         | 17. Okt. 1988    | 20              |
| BW                                         | Fachwerkhaus                                | Iseringhausen Brachtpetalstraße 27 Karte  |                                   |         | 26. Feb. 1990    | 21              |
| BW                                         | Fachwerkhaus                                | Dirkingen Dirkingen 1 Karte               |                                   |         | 16. Dez. 1991    | 22              |
| Fachwerkhaus                               | Fachwerkhaus                                | Drolshagen Gräfin-Sayn-Straße 6 Karte     |                                   |         | 27. Nov. 1991    | 23              |
| BW                                         | Fachwerkhaus                                | Buchhagen Buchhagen 2 Karte               |                                   |         | 15. Jul. 1992    | 24              |
| Fachwerkhaus                               | Fachwerkhaus                                | Drolshagen Annostraße 3 Karte             |                                   |         | 13. Sep. 1992    | 25              |
| BW                                         | Fachwerkhaus                                | Schreibershof Listerstraße 20 Karte       |                                   |         | 28. Apr. 1994    | 26              |
| BW                                         | Wegekreuz                                   | Halbhusten Brandenburger Straße 4 Karte   |                                   |         | 28. Apr. 1994    | 27              |
| Vikarie                                    | Vikarie                                     | Drolshagen Kirchplatz 3 Karte             |                                   |         | 28. Apr. 1994    | 28              |
| Wohnhaus                                   | Wohnhaus                                    | Gräfin-Sayn-Straße 2 Karte                |                                   |         | 28. Apr. 1994    | 29              |
| BW                                         | Wohnhaus                                    | Hagener Straße 35 Karte                   |                                   |         | 28. Apr. 1994    | 30              |
| Ausstellungsstücke in der Friedhofskapelle | Ausstellungsstücke in der Friedhofskapelle  | Drolshagen Friedhof Drolshagen Karte      |                                   |         | 28. Apr. 1994    | 33              |
| Kreuzweg auf dem Friedhof                  | Kreuzweg auf dem Friedhof                   | Drolshagen Friedhof Drolshagen Karte      |                                   |         | 28. Apr. 1994    | 34              |
| Pastorat                                   | Pastorat                                    | Drolshagen Kirchplatz 5 Karte             |                                   |         | 28. Apr. 1994    | 35              |
| Wohnhaus                                   | Wohnhaus                                    | Drolshagen Brückstraße 2 Karte            |                                   |         | 28. Apr. 1994    | 36              |
| Rathaus                                    | Rathaus                                     | Hagener Straße 9 Karte                    |                                   |         | 28. Apr. 1994    | 37              |
| BW                                         | Fachwerkhaus                                | Zur Silberkuhle 6 Karte                   |                                   |         | 30. Okt. 1996    | 38              |
| BW                                         | Wohnhaus                                    | Zum Eckkamp 5 Karte                       |                                   |         | 30. Okt. 1996    | 39              |
| Holzkreuz, Kapelle „Rosenkranzkönigin“     | Holzkreuz, Kapelle „Rosenkranzkönigin“      | Wenkhausen Unterm Espen 1 Karte           |                                   |         | 30. Okt. 1996    | 40              |
| Wohn- und Geschäftshaus                    | Wohn- und Geschäftshaus                     | Drolshagen Annostraße 4 Karte             |                                   |         | 4. Jun. 1997     | 42              |
| BW                                         | Wohnhaus                                    | Drolshagen Hagener Straße 10 Karte        |                                   |         | 2. Jun. 1997     | 43              |
| BW                                         | Fachwerkbauernhaus                          | Köbbinghausen Köbbinghausen 5 Karte       |                                   |         | 2. Jun. 1997     | 44              |
| BW                                         | Fachwerkhaus                                | Drolshagen Brückstraße 7 Karte            |                                   |         | 7. Nov. 1997     | 45              |
| BW                                         | Wohnhaus                                    | Fahrenschotten Fahrenschotten 1 Karte     |                                   |         | 7. Nov. 1997     | 46              |
| BW                                         | Trigonometrischer Punkt „Bremerhaufen“      | Essinghausen Karte                        | „Sandsteinpfeiler mit Tonnenkopf“ |         | 10. Dez. 1997    | 47              |
| BW                                         | Trigonometrischen Punkt „Schladermark“      | Schlade Karte                             | „Steinpfeiler mit Tonnenkopf“     |         | 10. Dez. 1997    | 48              |
| BW                                         | Wohnhaus                                    | Drolshagen Gerberstraße 14 Karte          |                                   |         | 11. Sep. 2001    | 49              |
| BW                                         | Wohnhaus                                    | Drolshagen Marktplatz 2 Karte             |                                   |         | 3. Mai 2002      | 50              |
| BW                                         | Steinkreuz                                  | Berlinghausen In der Bleiche 1 Karte      |                                   |         | 18. Jul. 2005    | 51              |
| BW                                         | Eisenbahnviadukt                            | Wenkhausen Olper Straße Karte             |                                   |         | 28. Apr. 2008    | 52              |
|                                            | Portale des Eisenbahntunnels Wegeringhausen | Wegeringhausen                            |                                   |         | 28. Apr. 2008    | 53              |
| Bahnhofsgebäude Hützemert                  | Bahnhofsgebäude Hützemert                   | Hützemert Vorm Bahnhof 1 Karte            |                                   |         | 25. Mrz. 2009    | 54              |